# Danh sách nguyên thủ quốc gia Angola
Danh sách nguyên thủ quốc gia Angola được tính từ khi chức vụ Tổng thống được thành lập năm 1975.

## Khóa
Chính đảng
- Đảng Phong trào Nhân dân Giải phóng Angola (MPLA)

Biểu tượng
- †  Mất khi tại nhiệm

## Tổng thống Angola (1975–nay)
| Stt                      | Chân dung                | Tên (Sinh–Mất)                      | Nhiệm kỳ                 | Nhiệm kỳ                 | Chính đảng                                 |
| Cộng hòa Nhân dân Angola | Cộng hòa Nhân dân Angola | Cộng hòa Nhân dân Angola            | Cộng hòa Nhân dân Angola | Cộng hòa Nhân dân Angola | Cộng hòa Nhân dân Angola                   |
| ------------------------ | ------------------------ | ----------------------------------- | ------------------------ | ------------------------ | ------------------------------------------ |
| 1                        |                          | Agostinho Neto (1922–1979)          | 11/11/1975               | 10/9/1979[†]             | Đảng Phong trào Nhân dân Giải phóng Angola |
| -                        |                          | Lúcio Lara (1929–2016)              | 11/9/1979                | 20/9/1979                | Đảng Phong trào Nhân dân Giải phóng Angola |
| 2                        |                          | José Eduardo dos Santos (1942–2022) | 21/9/1979                | 27/8/1992                | Đảng Phong trào Nhân dân Giải phóng Angola |
| Cộng hòa Angola          |                          |                                     |                          |                          |                                            |
| (2)                      |                          | José Eduardo dos Santos (1942–2022) | 27/8/1992                | 26/9/2017                | Đảng Phong trào Nhân dân Giải phóng Angola |
| 3                        |                          | João Lourenço (1954–)               | 26/9/2017                | Đương nhiệm              | Đảng Phong trào Nhân dân Giải phóng Angola |